# Concert per a trombó en do (Rota)
El Concert per a trombó i orquestra en do va ser compost pel compositor italià Nino Rota l'any 1966. Va ser estrenat el 6 de març de 1969 al Conservatorio di Musica "Giuseppe Verdi" de Milà, Itàlia, pel trombonista Bruno Ferrari (a qui està dedicada l'obra), amb l'⁣Orquestra I Pomeriggi Musicali dirigida per Franco Caracciolo.
Una interpretació del concert sol durar uns 13 minuts i consta de tres moviments:
1. Allegro giusto
2. Lento, ben ritmato
3. Allegro moderato

## Instrumentació
Aquesta partitura està escrita per a trombó sol i orquestra, amb la següent instrumentació:
- Vent fusta
  - 1 flauta
  - 1 oboè
  - 2 clarinets en si ♭
  - 2 fagots
- Metall
  - 2 banyes en fa
- Percussió
  - timbals
- Cordes
  - 1rs violins
  - 2ns violins
  - violes
  - violoncels
  - contrabaix

## Enregistraments

### Amb orquestra
- 1988 Concurs Internacional d'Intèrprets Musicals, Ginebra (Musica Helvetica MH 72.2) - 1989
  - Jonas Bylund, trombó; Orchestre de la Suisse Romande⁣; Joaquin da Silva Pereira, director.
- All The Lonely People ( BIS -CD-568) - 1993
  - Christian Lindberg, trombó; Tapiola Sinfonietta; Osmo Vänskä, director d'orquestra.
- Deutscher Musikwettbewerb - Guanyador del premi 2007 (Genuin Classics GEN 11188) - 2011
  - Frederic Belli, trombó; SWR Sinfonieorchester Baden-Baden und Freiburg⁣; Pablo Heras-Casado, director.
- Nino Rota: Concertos (Chandos CHAN 9954) - 2002
  - Andrea Conti, trombó; I Virtuosi Italiani; Marzio Conti, director d'orquestra.
- Nino Rota: Orquestral Works, Vol. 2 (Decca 4810394) - 2013
  - Giuliano Rizzotto, trombó; Orquestra Sinfonica di Milano Giuseppe Verdi ; Giuseppe Grazioli, director.
- Nino Rota: La Strada; Concertos (ATMA Classique ACD22294) - 2003
  - Alain Trudel, trombó; Orchestre Métropolitain du Grand Montréal, Yannick Nézet-Séguin, director.
- Trombone Concertos (Claves CD 9606) - 1996
  - Branimir Slokar, trombó; Berliner Symphoniker; Lior Shambadal, director d'orquestra.

### Amb reducció de piano
- Colors (Octavia Records Cryston OVCC-00137) - 2017
  - Kyoichiro Kori, trombó; Atsuko Kaminaga, piano.